# جیمی برون
جیمی برون (انگلیسی: Jim Barron؛ زادهٔ ۱۹ اکتبر ۱۹۴۳) بازیکن فوتبال اهل بریتانیا است.
از باشگاه‌هایی که در آن بازی کرده‌است می‌توان به باشگاه فوتبال ولورهمپتون واندررز، باشگاه فوتبال ناتینگهام فارست، باشگاه فوتبال پیتربورو یونایتد، باشگاه فوتبال آکسفورد یونایتد، باشگاه فوتبال سوئیندون تاون، و باشگاه فوتبال چلسی اشاره کرد.